# Chase Elliott
William Clyde Elliott II vagy Chase Elliott (Dawsonville, Dawson megye, Georgia, 1995. november 28. –) amerikai autóversenyző. Jelenleg a NASCAR kupasorozatban versenyez a Hendrick Motorsports csapatával a 9. számú Chevrolet Camaro ZL1 1LE-ben, amelyet a NAPA Auto Parts szponzorál.
Elliott a NASCAR korábbi versenyzője, Bill Elliott egyetlen fia.
Elliott a NASCAR Nationwide Series 2014-es bajnoka volt.
Elliott a kupasorozatban való debütálása a 2015-ös STP 500 versenyen kezdődött. Első kupasorozat-győzelmét a Go Bowlingon szerezték a The Glen 2018 versenyen.